# Сокіл і ластівка
«Сокіл і Ластівка» (рос. «Сокол и ласточка»)  — книга російського письменника та перекладача Бориса Акуніна видана в 2009 році з серії «Пригоди магістра».

## Сюжет.
Книга описує пригоди котрі відбувались до і після Фандоріна у його родовому дереві. Частина подій книги відбувається на круїзному лайнері "Сокіл" навесні 2009, а частина на легкому фрегаті Ластівка навесні 1702 року. Хоч сам Фандорін і не з'являється, про те його ім'я згадується, як дід головного героя Миколая Олександровича Фандоріна. 

## Цікаві факти
- В попередніх романах Фандорін не мав нащадків, не дивлячись вже на досить солідний вік, а в цій книжці вони є, цей факт залишився Акуніним не розкритим до виходу книги "Не прощаюсь"

## Переклади українською
- Борис Акунін. Сокіл і Ластівка. Переклад з російської: Олександр Михед. — Харків: КСД, 2012. — 476 с. ISBN 978-966-14-3450-8